# بطولة العالم للشطرنج 1910 (لاسكر-جانوفسكي)
|                               |                |
| إيمانويل لاسكر                | ديفيد يانوفسكي |
|                               |                |
| فائز ببطولة العالم يناير 1910 | المتحدي        |
| 41 سنة                        | 42 سنة         |

بطولة العالم للشطرنج بطولة العالم للشطرنج 1910 (نوفمبر-ديسمبر) هي عاشر بطولات العالم الرسمية في الشطرنج وثاني بطولتين لعبتا في 1910، تنافس فيها بطل النسخة السابقة إيمانويل لاسكر مع متحديه الجديد ديفيد يانوفسكي، ونظمت المقابلة في مدينة برلين من 8 نوفمبر حتى 8 ديسمبر 1910.
تمكن لاسكـر من الدفاع عن لقبه بسهولة وفاز بالمقابلة بثمان انتصارات دون خساراة وثلاث تعادلات.

## خلفية
بعد فوزه بمقابلته ضد فرانك مارشال (+4-1)  في 1899 ومشاركته المركز الأول لبطولة بارمن 1905 بطولة  اشتهر يانوفسكي بكونه"مبدع للغاية، وداهية أحيانا، وواسع الحيلة"، وعرف بتوليفاته الرائعة وقلة نسبة تعادلاته 
تحدى يانوفسكي لاسكر أول مرة في 1899 مقابل £400 وقبل لاسكر غير أن المفاوضات فشلت لأن ديفيد أصر على مقابلة بعشر مباريات في حين أن شرط لاسكر كان 8 مباريات 
في ماي 1909 أقيمت مقابلة استعراضية ممولة من قبل ليو ناردوس بين ديفيد ولاسكر انتهت بالتعادل (+2 -2 =0) ونتيجة الحماس النابع من النتيجة اقترح ناردوس مقابلة على بطولة العالم ولم يكن لدى لاسكر اعتراض على ذلك، في ذلك الوقت كان لاسكر وافق على مقابلته ضد كارل شلختر في نوفمبر 1908 والتي لعبت أخيرا في 1910، ولعب يانوفسكي مقابلة استعراضية ثانية ضد لاسكر في باريس من من أكتوبر حتى نوفمبر 1909 والتي فاز فيها لاسكر بأريحية (+7 -1 =2) 
وفي 12 نوفمبر 1909 قاما بتوقيع اتفاقية حول مقابلة على لقب العالم في 1910، في حال تمكن لاسكر من الحفاظ على لقبه ضد شلختر.

## المقابلة والنتيجة
أول من يفوز بثمان مباريات يكون بطل العالم
|                | 1 | 2 | 3 | 4 | 5 | 6 | 7 | 8 | 9 | 10 | 11 | الانتصارات | المجموع |
| -------------- | - | - | - | - | - | - | - | - | - | -- | -- | ---------- | ------- |
| إيمانويل لاسكر | 1 | = | = | 1 | 1 | = | 1 | 1 | 1 | 1  | 1  | 8          | 9½      |
| ديفيد يانوفسكي | 0 | = | = | 0 | 0 | = | 0 | 0 | 0 | 0  | 0  | 0          | 1½      |

## روابط خارجية
- رابط لمباريات البطولة على موقع chessgames.com